# Herbeder Ruhrbrücke

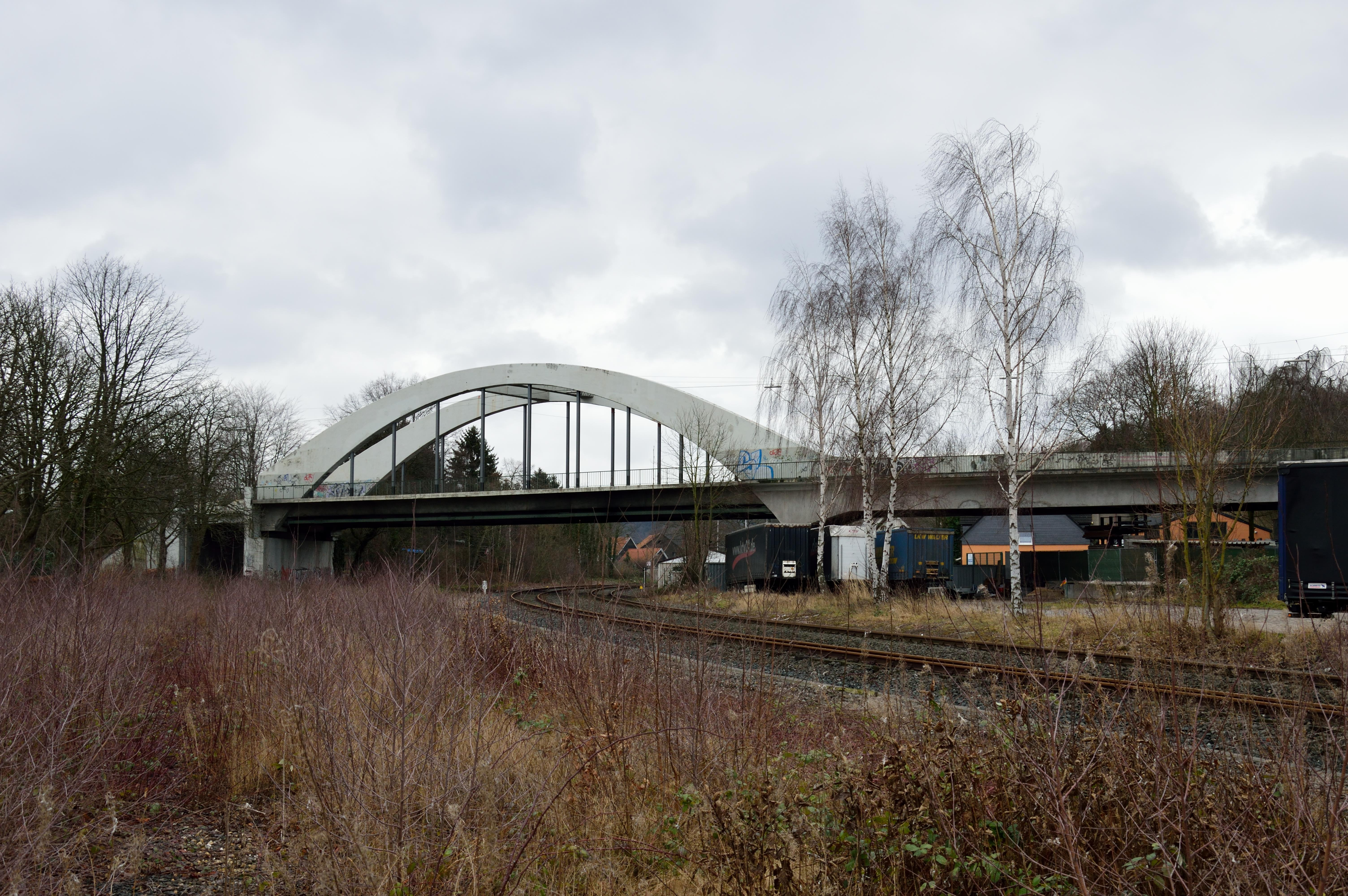
Omega-Brücke

Die Herbeder Ruhrbrücke überquert die Ruhr zwischen Heven und Herbede in Witten. Die Anlage für die Landstraße L924 ist dreizügig. Sie beginnt am Kreisverkehr am ehemaligen Herbeder Rathaus. Die von der Bevölkerung so genannte Omegabrücke, die an den griechischen Buchstaben Ω erinnert, führt über den Bahnhof Herbede der Ruhrtalbahn, eine weitere Brücke überquert den Herbeder Mühlengraben und die dritte Brücke überquert die Ruhr.
Die Ruhrbrücke wurde zwischen 1927 und 1934 errichtet. Am 13. Januar 1947 stürzte sie ein und riss eine Straßenbahn mit sich. Von Mitte August 2018 bis 2019 wurden für 700.000 Euro Geländer und Gehweg erneuert und Pfeiler verstärkt. Es handelt sich um eine Stabbogenbrücke.
Der Denkmalstatus der Omegabrücke wurde 2015 per Ministerentscheid aufgehoben, da eine Sanierung nicht möglich war. Ein Neubau der Brücken ist geplant. Die Variante mit einem Neubau nördlich der bestehenden Brücke wurde verworfen. Aufgrund der Baufälligkeit dürfen Gelenkbusse den Brückenzug nicht passieren und werden stattdessen über die benachbarte Brücke der A43 umgeleitet.